# Lo Wu
Lo Wu (chiń. 羅湖) – jedna ze stacji MTR, systemu szybkiej kolei w Hongkongu, na East Rail Line (część Lok Ma Chau Spur Linie). Znajduje się w Lo Wu. Stacja służy jako podstawowy punkt kontrolny dla pasażerów w ruchu kolejowym pomiędzy Hongkongiem a Chinami kontynentalnymi, a nie obsługuje konkretną dzielnicę mieszkalną lub handlową. Jest to również najbardziej na północ położona stacja kolejowa w Hongkongu.
Stacja została otwarta 14 października 1949. W 2012 dziennie ze stacji korzystało około 240 000 pasażerów.